# Joseph Heintz (football)
Pour les articles homonymes, voir Joseph Heintz.
Joseph Heintz, né le 26 février 1898 à Strasbourg où il est mort le 10 mars 1976, est un dirigeant français du Racing Club de Strasbourg.
Il fait partie de l'encadrement du club à partir de 1919, puis exerce la fonction de président de juin 1933 à juin 1952 et de juin 1962 à août 1968.